# Babajan (Lorestão)
Babajan (em persa: باباجان, Bābā Jān Tepe também romanizado como Bābājān; também conhecido como Bābākhān e Bābā Jān-e Zarrābī) é uma vila no distrito rural de Nurabad, no Distrito Central do Condado de Delfan, Província de Lorestão, Irã. No censo de 2006, sua população era de 663, em 151 famílias.